# Optoelektronika
Optoelektronika (grč. ὀπτιϰός: vidni) ili fotoelektronika je područje elektrotehnike koje povezuje optiku (točnije, područje vidljivog i bliskog infracrvenog elektromagnetskoga zračenja) i elektroniku, a sve se više primjenjuje u televizorima, mobitelima, uređajima za rad kompaktnih diskova, optičkim čitačima u trgovini, optičkim telekomunikacijama i drugdje. Optoelektronički uređaji pretvaraju električni signal u optički ili obrnuto, a pritom se obavlja i modulacija, odnosno demodulacija, električnoga signala. U te se uređaje ubrajaju i laseri, danas najčešće laserske diode (LD) izvedene u poluvodičkoj tehnici, i svjetleće diode (LED), koje električni signal pretvaraju u optički (elektrooptička pretvorba), te PIN i lavinske (APD) fotodiode, koje optički signal pretvaraju u električni (optoelektronička pretvorba). U svjetlovodnim komunikacijskim sustavima LD i LED diode se nazivaju izvorima signala, a PIN i APD fotodiode detektorima signala, koji su sastavni dio prijamnika. Elektronička informacija (zvuk, slika, podatci) može se modulirati na optički val nosilac unutar LD i LED dioda (izravna modulacija) ili se primjenjuje vanjski modulator. LED diode rade na načelu spontane (samonikle) emisije fotona, imaju širok spektar vlastitoga zračenja, malenu širinu modulacijskoga spektra te manju optičku snagu od LD dioda. Prednosti su im malena temperaturna ovisnost i niska cijena. Danas se najčešće primjenjuju izvan područja komunikacijskih sustava (različite vrste signalizacije, optički čitači, ukrasno osvjetljenje, industrija zabave), a u komunikacijskim sustavima sve češće ih zamjenjuju laserske diode VCSEL (akronim od engl. Vertical Cavity Surface Edge Laser). LD diode zapravo su poluvodički laseri koji rade na načelu stimulirane emisije. Imaju rezonantnu strukturu koja služi kao povratna veza pri pojačanju signala, malih su izmjera, velike izlazne optičke snage i oštre spektralne linije (uzak spektar vlastitoga zračenja) te širokoga modulacijskog spektra. Nedostatak im je temperaturna ovisnost. Najpopularnije su laserske diode s raspodijeljenom povratnom vezom (DFB, akronim od engl. Distributed Feed-Back), s raspodijeljenom Braggovom refleksijom (DBR, akronim od Distributed Bragg Reflection), te diode VCSEL, koje se u različitim izvedbama vrlo brzo razvijaju.
Na kraju optičkoga komunikacijskog sustava detektira se oslabljen i izobličen signal pa je zato fotodetektor najkritičnije mjesto cijeloga sustava. Detektorske PIN i APD fotodiode na načelu unutarnjeg fotoelektričnog učinka (fotoefekta) pretvaraju tok fotona, koji padaju na intrinsično područje poluvodiča, u tok elektrona i šupljina (električnu struju koja se često naziva i fotostrujom). PIN i APD fotodiode sastoje se od p-dopiranoga i n-dopiranoga poluvodičkog materijala, između kojih se nalazi intrinsično područje, a APD fotodioda ima i p+ područje dodatnoga pojačanja, u kojem već nastali nosioci (elektroni i šupljine) mogu stvarati nove parove (koji se sastoje od elektrona i šupljinâ) i time povećati izlaznu fotostruju. Taj se proces naziva lavinski proces. Zbog svojstva dodatnoga unutarnjeg pojačanja, APD fotodiode služe za detekciju (otkrivanje) slabih signala. Optički detektori trebaju imati veliku osjetljivost, to jest što manju struju tame (struju koja teče kroz diodu u odsutnosti optičkoga signala) i što djelotvorniju pretvorbu optičkog u električni signal, nisku razinu vlastitih šumova – šum vlastitoga fotoelektričnog ili multiplikativnoga procesa diode te termički šum, mogućnost detektiranja signala u što širem frekvencijskom pojasu, te kratko vrijeme odziva (brze promjene jakosti ili intenziteta, odnosno snage optičkoga signala moraju se što vjernije preslikati u brze promjene električne struje). Snažan razvoj optoelektronike najviše je bio potaknut naglim razvojem optičkih komunikacija. Danas se optoelektronika, osim u komunikacijske svrhe, primjenjuje i u računalnoj tehnici, prijevozu, industriji, medicini, zaštiti okoliša i drugom.

## Fotoćelija i fotodetektor
Fotoelektrični učinak se primjenjuje kod fotoćelije. Fotoćelija se sastoji od dviju elektroda, utaljenih u staklenu cijev, koja je po izgledu slična elektronskoj cijevi. Fotoćelija je napunjena plemenitim plinom pod slabim tlakom, jer taj plin kemijski ne reagira s metalima. Katoda fotoćelije je obično navlaka metala cezija na srebrnoj podlozi. Nasuprot katodi nalazi se anoda u obliku prstena s tankom mrežicom tako da kroz nju svjetlost može stići na katodu. 
Spojimo li anodu s pozitivnim polom baterije, a katodu preko miliampermetra s negativnim polom, miliampermetar neće pokazivati nikakav otklon. Tek kada se katoda osvijetli, otklonit će se kazaljka miliampermetra. U prvom slučaju električna struja ne teče zato što u fotoćeliji ne postoji veza između katode i anode. Između njih postoji samo električno polje zbog priključenog električnog napona. U drugom slučaju, kada na fotoćeliju padaju zrake svjetlosti, svjetlost izbija iz katode elektrone koje privlači anoda, i time se zatvara strujni krug u fotoćeliji. Ta pojava omogućuje da svjetlosnu energiju možemo pretvarati u električnu. Fotoćelija ima veliku primjenu u industriji, tonskoj obradi i televiziji.